# Arhopalus syriacus
Arhopalus syriacus  (лат.) — вид жуков-усачей из подсемейства Спондилидин. Распространён в Средиземноморском регионе от Португалии до Ближнего Востока, на Канарских островах и Мадейре. Встречаются в Израиле. Проникли в Австралию, возможно, в 1950-е через Сидней, обсуждается возможность рассматривать их в этой стране как экономически значимых вредителей.
Кормовыми растениями личинок являются сосна алеппская, сосна чёрная